# Martín de Almendras Holguín
Martín de Almendras Holguín (La Plata de la Nueva Toledo, Virreinato del Perú, ca. 1557 - ib., después de 1620) era un comerciante y primer mestizo encomendero y funcionario colonial hispano-inca del Perú que como cabildante y lugarteniente potosino desde 1582 y en 1589, respectivamente, fue nombrado corregidor de Potosí desde 1590 hasta 1597, posteriormente fue asignado como gobernador de la provincia de Santa Cruz de la Sierra desde 1605 hasta 1608, y durante ese mandato ejerció también como alcalde ordinario de La Plata en el año 1606, y finalmente como interino volvió a ocupar el cargo de gobernador hacia 1610 para pasar a ser titular desde 1613 hasta 1617.

## Biografía hasta la herencia de la encomienda por dos vidas

### Origen familiar y primeros años
Martín de Almendras Holguín había nacido hacia 1557 en la ciudad de La Plata de la Nueva Toledo del corregimiento de Potosí, en la nominal provincia de Charcas que formaba parte del Virreinato del Perú. Era hijo del general Martín de Almendras Ulloa y de su esposa mestiza Constanza Holguín de Orellana (n. Lima, ca. 1539).
Tenía cuatro hermanos menores: Diego de Almendras Holguín, Juana Holguín de Ulloa que se enlazó en 1590 en la ciudad de La Plata de la Nueva Toledo con el muy joven fidalgo real luso-brasileño Juan de Melo Coutiño —un hijo de Vasco V Fernandes Coutinho y nieto de Vasco IV Fernandes Coutinho, siendo los dos sucesivos capitanes donatarios del Espíritu Santo en el Brasil— para radicarse ambos en la neofundada ciudad de Buenos Aires en el año 1591, le seguía Ana de Almendras (n. ca. 1563) que se casó con Sancho de Figueroa y María Holguín de Orellana (n. ca. 1565) que se enlazó con Francisco de Orellana.
Los abuelos maternos eran el teniente de gobernador general Pedro Álvarez Holguín y la princesa incaica Beatriz Túpac Yupanqui (n. ca. 1521), la cual era una hija del efímero primer soberano inca Túpac Hualpa (n. ca. 1500) que estuvo bajo el dominio del Imperio español, además de ser la prima de la mestiza Francisca Pizarro Yupanqui, sobrina de Inés Huaylas Yupanqui y de los sucesivos IV y V emperadores incas Huáscar y Atahualpa, nieta del III emperador Huayna Cápac y por lo tanto, una bisnieta del II emperador Túpac Yupanqui.

### Encomendero de la mitad de Tarabuco
Martín de Almendras Holguín quedó a temprana edad bajo la tutela de su madre viuda, y al poco tiempo, esta se unió en segundas nupcias con Íñigo de Villafañe, quien se ocuparía de la administración de la encomienda de sus hijastros.
Al llegar a ser adulto se convirtió en el sucesor en segunda vida de la mitad de la encomienda de Tarabuco. La otra mitad de la encomienda la heredaría su tía segunda Inés de Aguiar Almendras.

## Corregidor de Potosí

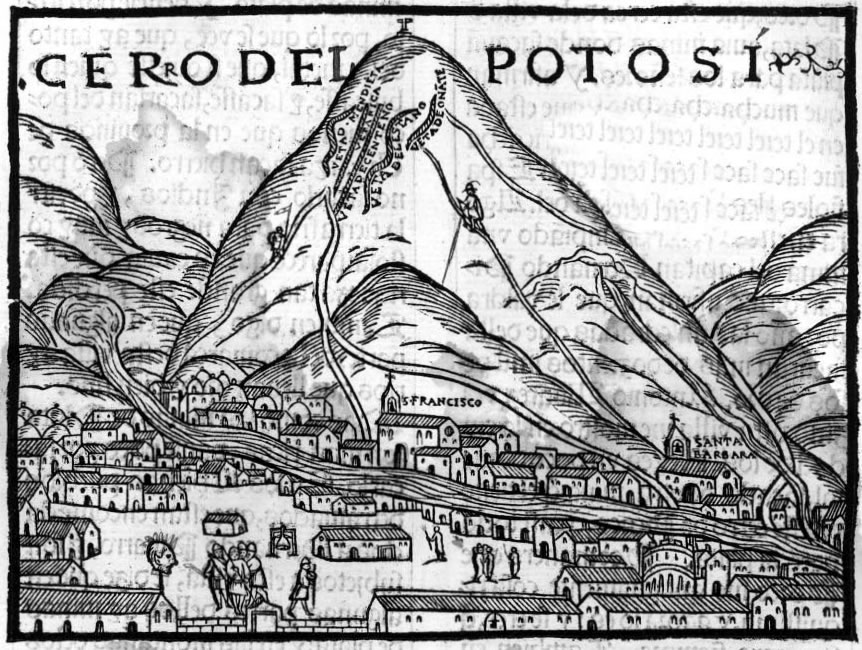
La Villa Imperial de Potosí (primera imagen en España del año 1553, por Pedro Cieza de León).

### Primeros cargos como funcionario colonial
Fue elegido regidor del Cabildo de La Plata de la Nueva Toledo en 1582 y años después, como teniente de corregidor de Potosí de la nominal provincia de Charcas en 1589.

### Nombramiento como corregidor y campañas de socorro
En el año 1590 ocupó el cargo de corregidor de Potosí. Hacia 1600 cumplió importantes misiones, una de ellas era la de llevar provisiones y hombres de la encomienda suya como socorro a la gobernación del Tucumán pero los aborígenes se sublevaron en el camino, llevándose las cargas que portaban.

## Gobernador de la provincia de Santa Cruz de la Sierra y deceso

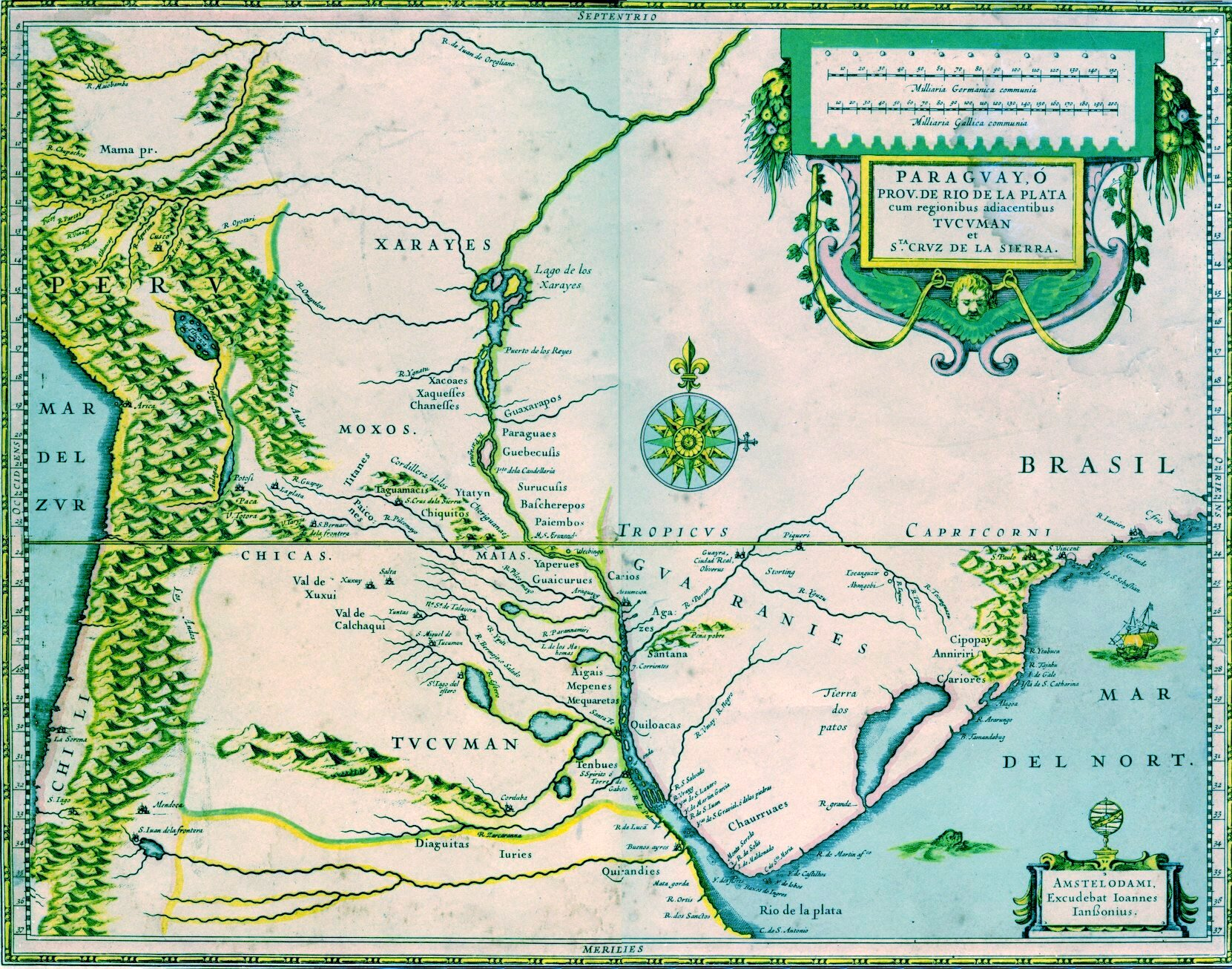
Las ciudades de La Plata y de Potosí, en la nominal provincia de Charcas, y de Santa Cruz de la Sierra en la provincia homónima, y las gobernaciones autónomas del Tucumán y del Río de la Plata y Paraguay, dentro del Virreinato del Perú (en un mapa de 1600).

### Primer mandato como gobernador cruceño
Posteriormente y luego del corto interinato de Martín Vela Granado (1604-1605) que había remplazado en el gobierno cruceño a Juan de Mendoza Mate de Luna (1601-1604), Almendras Holguín fue asignado por la Real Audiencia de Charcas como gobernador de la provincia de Santa Cruz de la Sierra en el año 1605.

### Campañas de socorro a la efímera ciudad de San Francisco Alfaro
Durante este mandato como primera medida a principios del mismo año fue ir en socorro de la ciudad de San Francisco de Alfaro, que había sido fundada a principios de 1604 por el exgobernador cruceño Vela Granado en el lugar de la desaparecida ciudad de Santiago del Puerto que fuera destruida por los aborígenes en 1594.
La efímera Santiago del Puerto había sido erigida en 1590 por el otro exgobernador cruceño Lorenzo Suárez de Figueroa, en un sitio intermedio entre el río Guapay y Santa Cruz la Vieja —la cual estaba cercana a la posterior misión de San José de Chiquitos de 1697— pero finalmente a mediados de 1604 San Francisco  fue trasladada a un lugar intermedio entre Cotoca y el referido río, aunque en este nuevo sitio todavía asolada por los ataques aborígenes, seguía necesitando una ayuda urgente.
En la citada expedición lo acompañaron los capitanes Gregorio Jiménez, Antonio Luque y Juan Manrique de Salazar, y una vez socorrida la dicha ciudad, estos dos últimos solicitaron al gobernador Almendras continuar con la labor conquistadora, pero se les fue denegado.

### También como alcalde ordinario de primer voto de La Plata
Curiosamente al mismo tiempo de ser gobernador, ejerció también como alcalde ordinario de la ciudad de La Plata en el año 1606.

### Campañas militares contra los chiriguanos y fin del primer mandato
Entre los meses de agosto y septiembre de 1607 el gobernador Almendras, a pedido del cacique aliado Cuñayuru, tuvo que sofocar un levantamiento de chiriguanos comandados por el mestizo Sebastián Rodríguez, junto a los caciques Caragua, Tatamiri y Yaguapinta, que asolaban a la comarca y a las tierras del primer cacique citado.
Poco tiempo después, terminaba este primer mandato de Almendras en el año 1608, para ser sucedido por Juan de Mendoza Mate de Luna.

### Segundo mandato cruceño como interino y titular
Finalmente Almendras volvió a ocupar como interino el cargo de gobernador hacia 1610, para pasar a ser titular desde el 1 de enero de 1613, y junto a dicho título venía la orden de la Real Audiencia de Charcas de perpetrar el abandono de la efímera San Francisco Alfaro y cuya población fuera transferida a la ciudad de San Lorenzo el Real de la Frontera de los llanos de Grigotá del Chaco Boreal (próxima a las ya citadas Santa Cruz la Vieja y San José de Chiquitos).
Originalmente San Lorenzo había sido fundada en el río Guapay por Suárez de Figueroa en 1590, en el lugar de la desaparecida urbe Nueva Asunción de la Barranca que había sido erigida por el exgobernador Ñuflo de Chaves en 1559 y destruida en 1564, y la cual en 1595 fuera trasladada al lugar chaqueño.
Luego del abandono de San Francisco a principios de marzo de 1613, el día 13 del mismo mes en la ciudad de La Plata, el gobernador Almendras mandó una carta al rey informando la situación consumada. En el año 1615 el gobernador Almendras afirmó que los aborígenes chiriguanos aprovechaban la paz establecida con ellos para tratar de despoblar la gobernación cruceña, porque se llevaban a los amerindios de servicio. En este último mandato estuvo hasta 1617.

### Fallecimiento
El gobernante colonial Martín de Almendras Holguín fallecería después del año 1620 en la ciudad de La Plata de la Nueva Toledo, de la nominal provincia de Charcas que formaba parte del Virreinato del Perú.

## Matrimonio
El encomendero Martín de Almendras Holguín se había unido en matrimonio con su prima segunda Inés de Villalva y Almendras, una hija de Martín de Tortoles de Villalva (Plasencia, 1515 - Chuquinga, 1554), encomendero nominal de Titiconte, y de su esposa mestiza Cecilia de Aguiar Almendras, cuyos padres eran el general Francisco de Almendras y la aborigen cuzqueña Ana Palla.